# کینگزکلیف، نیو ساوت ولز
کینگزکلیف (به انگلیسی: Kingscliff) یک حومه شهر در استرالیا است که در نیو ساوت ولز واقع شده‌است.